# ザッハトルテ

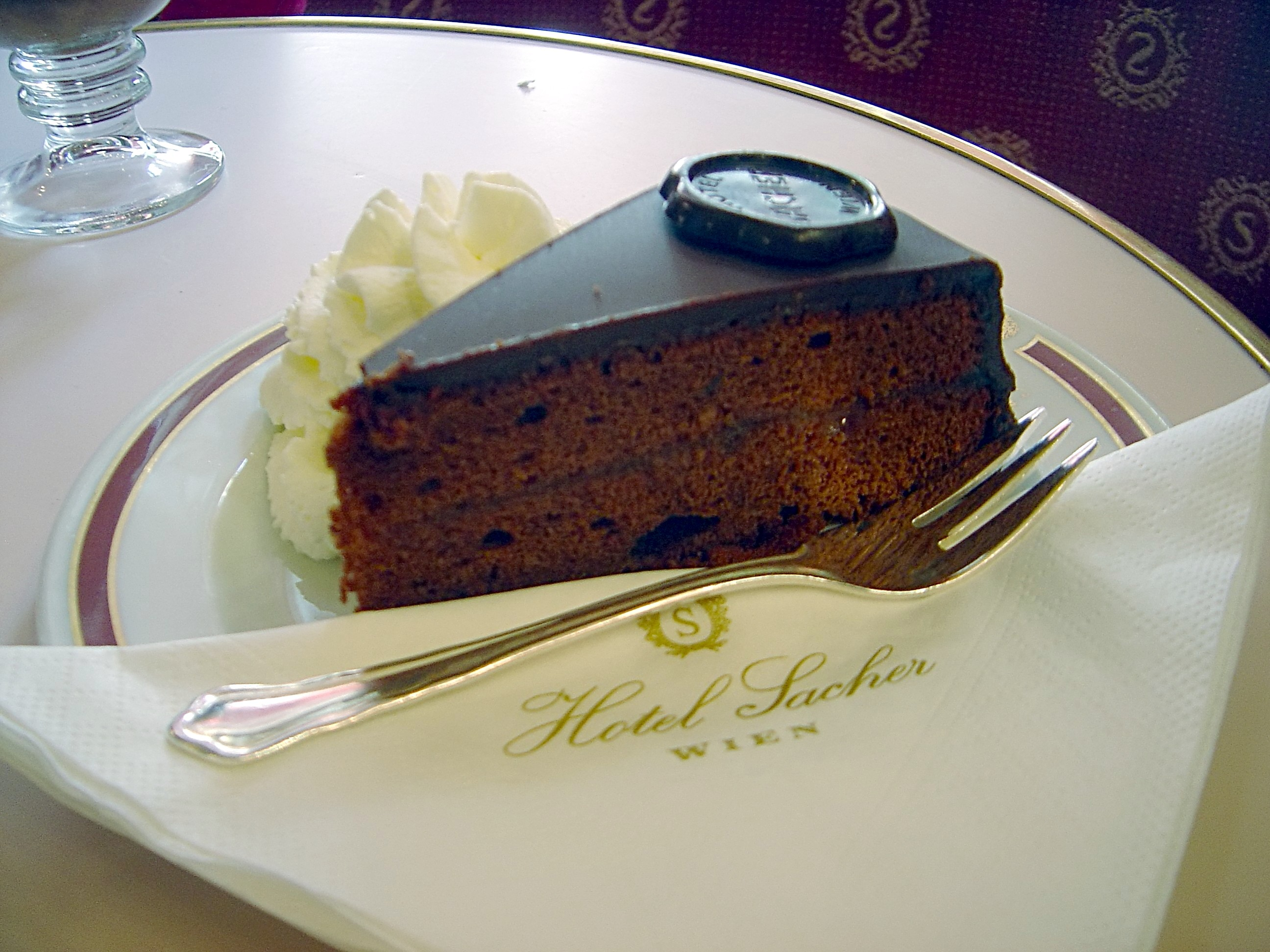
ホテルザッハーのザッハトルテ

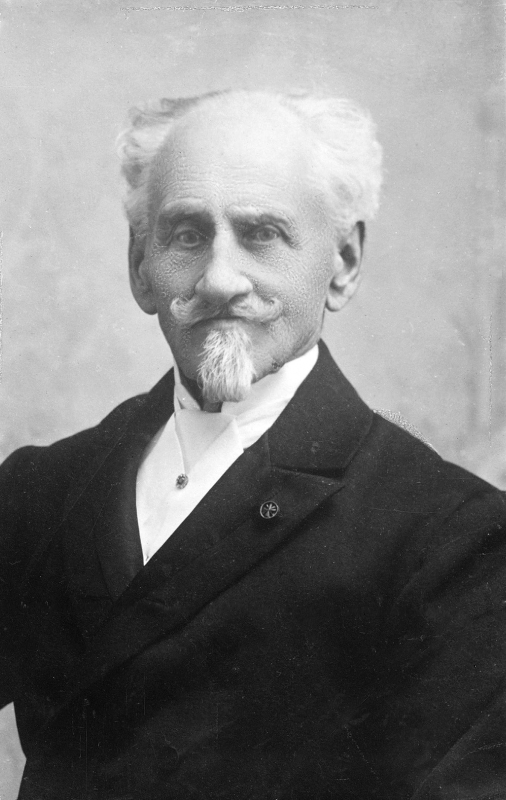
フランツ・ザッハー

ザッハトルテ（独: Sachertorte、ウィーン読み: サハトルテ、サッハートルテ）は、フランツ・ザッハーが創作し、オーストリアにある彼のホテル・ザッハーおよび洋菓子店であるデメルが提供するトルテに類する菓子である。古典的なチョコレートケーキの一種。ザッハートルテとも呼ばれる。

## 概要
小麦粉とバター、砂糖、卵、そしてチョコレートなどで作った生地を焼いてチョコレート味のバターケーキを作り、アンズのジャムを塗った後に、表面全体を溶かしチョコレート入りのフォンダンで糖衣掛けする。ブリティッシュ ベイクオフのシーズン2では「伝統的には、（完成した）さらにその上にチョコレートでザッハーと文字を書く」と紹介された。スポンジを上下に切り分けて、間にジャムを塗る場合もある。
こってりとした濃厚な味わいを特徴とする、ウィーンのホテル・ザッハーの名物菓子であり、「チョコレートケーキの王様」と称される。しかしバターとチョコレートに砂糖とジャムで本当に濃厚に仕上がるため、しばしば口直しとして砂糖を入れずに泡立てた生クリームを添えて食べる。
近年は多数のカフェや洋菓子店により、ザッハトルテと称したチョコレートケーキが提供されているが、あくまでフランツ・ザッハーがホテル・ザッハーで提供しているチョコレートのトルテをザッハトルテとする場合、それらは単にチョコレートのトルテの一種とするのが正しい。しかし、ザッハトルテは商標ではなく、フランツ・ザッハーの死後100年以上経過しており、そのレシピや名称は多くの国で著作権の保護対象にないため、少なくとも日本のカフェや洋菓子店が無許可でザッハトルテを模倣し提供することは自由である。

## 歴史
1832年に、クレメンス・メッテルニヒに仕える料理人の一人だったフランツ・ザッハーが、飽食した貴族たちのために新しいデザートを作れというメッテルニヒの要望に応え考案した。ザッハトルテは大変に好評で、翌日にはウィーン中の話題になったという。当時、ザッハーはまだ16歳で下級の料理人にすぎなかったが、ザッハトルテの成功から頭角を現し、ザッハトルテはフランツのスペシャリテ（特製料理）として好評を博しつづけた。後に次男のエドゥアルトがホテル・ザッハーを開業すると、ザッハトルテはそのレストランとカフェで提供された。
レシピは門外不出とされたが、3代目のエドマンド・ザッハーのときにホテル・ザッハーが財政難に陥ったのをきっかけに、資金援助をしたウィーンの王室ご用達のケーキ店デメルが代償にザッハトルテの販売権を得た。この際に「元祖ザッハトルテ」の文字をケーキの上にホワイトチョコレートで描く権利も譲渡したとも言われる。ここで、デメルの娘がザッハーの息子に嫁いだ際にレシピが流出したとする話があるが、事実とは異なる俗説である。
その後、ハンス・スクラッチの『ウィーンの菓子店』という本にまで秘密のレシピは掲載されてしまい、ついにはホテル・ザッハー側がデメルを相手取って商標使用と販売の差し止めを求めて裁判を起こした。7年に及ぶ裁判の結果、ホテル・ザッハーにもデメルにも双方にザッハトルテの販売を認める判決が下り、デメルのものは「デメルのザッハトルテ（Demel's Sachertorte）」として、ホテル・ザッハーのものは「オリジナルザッハトルテ（Original Sacher-Torte）」として売ることになった。ザッハーのものはアンズのジャムを内部にも挟むのに対し、デメルのザッハトルテは表面にのみ塗るという違いがある。
なお、ザッハトルテは最古のチョコレートケーキと言われることもあるが、18世紀前半には文献上にチョコレートケーキは出現しているので誤りである。チョコレートを混ぜたケーキはヨーロッパ各地にみられ、ザッハーが最初に生み出したものではない。